# Exército Irlandês de Libertação Nacional
O Exército Irlandês de Libertação Nacional (INLA, em irlandês:  Arm Saoirse Náisiúnta na hÉireann) é um grupo paramilitar socialista republicano irlandês formado em 8 de dezembro de 1974, durante o período de conflito de 30 anos na Irlanda do Norte. O grupo pretende retirar a Irlanda do Norte do Reino Unido e criar uma república socialista que abranja toda a Irlanda. Com o número de membros estimado em 80-100 no auge, é a ala paramilitar do Partido Socialista Republicano Irlandês (IRSP).
O INLA foi fundado por ex-membros do Exército Republicano Irlandês Oficial que se opuseram ao cessar-fogo desse grupo. Foi inicialmente conhecido como Exército de Libertação Popular. O INLA travou uma campanha paramilitar contra o Exército Britânico e a Polícia Real do Ulster (RUC) na Irlanda do Norte. Também esteve ativo, em menor grau, na República da Irlanda, na Grã-Bretanha e na Europa continental. Os ataques de alto perfil realizados pelo INLA incluem o atentado a bomba em Droppin Well, os assassinatos em Shankill Road em 1994 e os assassinatos de Airey Neave em 1979 e Billy Wright em 1997. No entanto, era menor e menos ativo do que o principal grupo paramilitar republicano, o IRA Provisório. Também foi enfraquecido por rixas e tensões internas. Os membros do grupo usaram os nomes falsos de Exército de Libertação Popular, Exército Republicano Popular e Força de Reação Católica para os ataques realizados por seus voluntários, mas o INLA não quis assumir a responsabilidade. O INLA tornou-se um grupo proibido no Reino Unido em 3 de julho de 1979, ao abrigo da Lei de Prevenção do Terrorismo de 1974.
Após uma campanha armada de 24 anos, o INLA declarou um cessar-fogo em 22 de agosto de 1998. Em agosto de 1999, afirmou que "não há nenhum argumento político ou moral que justifique o reinício da campanha". Em outubro de 2009, o INLA prometeu formalmente prosseguir os seus objetivos através de meios políticos pacíficos e começou a desativar as suas armas.
O IRSP apoia uma política de "No First Strike" (sem primeiro ataque), que permite que as pessoas vejam por si mesmas o fracasso percebido do processo de paz, sem ações militares.
O INLA é uma organização proibida no Reino Unido ao abrigo da Lei do Terrorismo de 2000 e uma organização ilegal na República da Irlanda.